# Саванна

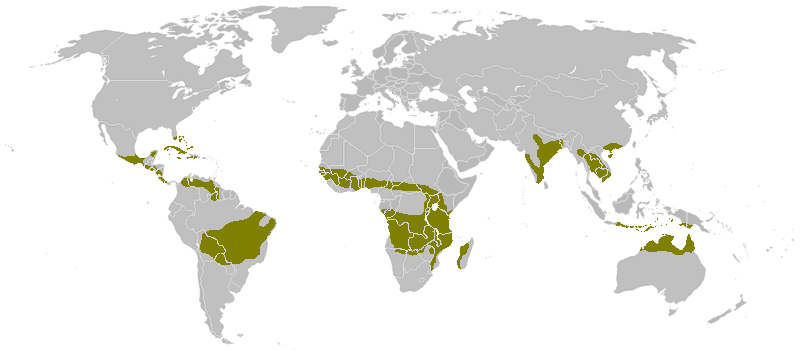
Распространение

Сава́нны — пространства в субэкваториальном поясе, покрытые травяной растительностью с редко разбросанными деревьями и кустарниками. Типичны для субэкваториального климата с резким разделением года на сухой и дождливый сезоны.

## Описание
Саванны — климатические регионы, свойственные более возвышенным тропическим странам с сухим континентальным климатом. В отличие от настоящих степей, саванны, кроме трав, содержат также кустарники и деревья, растущие иногда целым лесом, как, например, в Бразилии. Саванны имеют немало общего со степью, которая находится в умеренных широтах, как по режиму увлажнения, так и по условиям обитания. Как и в степной зоне, обитателям приходится приспосабливаться к высокой температуре воздуха в дождливый сезон и к малому количеству осадков в сухой сезон.
Травянистая растительность саванн состоит преимущественно из высоких жестколистных злаков; к злакам примешиваются другие многолетние травы и полукустарники, а в сырых местах, затопляемых весной, — также и различных представителей семейства осоковых. Кустарники разрастаются в саваннах иногда большими зарослями, занимая площадь во много квадратных метров. Деревья саванн обыкновенно низкорослы; самые высокие из них бывают не выше наших плодовых деревьев, на которые они очень похожи своими кривыми стеблями и ветвями. Деревья и кустарники иногда оплетаются лианами и обрастают эпифитами. Луковичных, клубненосных и мясистосочных растений в саваннах бывает немного. Лишайники, мхи и водоросли встречаются в саваннах только на камнях и деревьях.
Бразильские саванны представляют собой светлые, редкие леса, где свободно можно ходить и ездить в любом направлении; почва в таких лесах покрыта растительным травянистым и полукустарниковым покровом до 1 метра высотой. В саваннах же других стран деревья совершенно не растут или встречаются крайне редко и бывают очень низкорослы. Травянистый покров также иногда очень низок, даже прижат к земле.
В конце сухих сезонов в саваннах часто случаются пожары. Некоторые растения способны выживать в таких условиях, например, баобаб отличается толстым, защищённым от огня стволом, способным, словно губка, хранить в себе запасы воды. Его длинные корни всасывают влагу глубоко под землёй. Акация имеет широкую плоскую крону, которая создаёт тень для растущих ниже листьев, предохраняя тем самым их от высыхания.
Многие районы саванн теперь используются для скотоводства, и дикие формы жизни там полностью исчезли. Впрочем, в африканской саванне имеются огромные национальные парки, где дикие животные живут до сих пор.

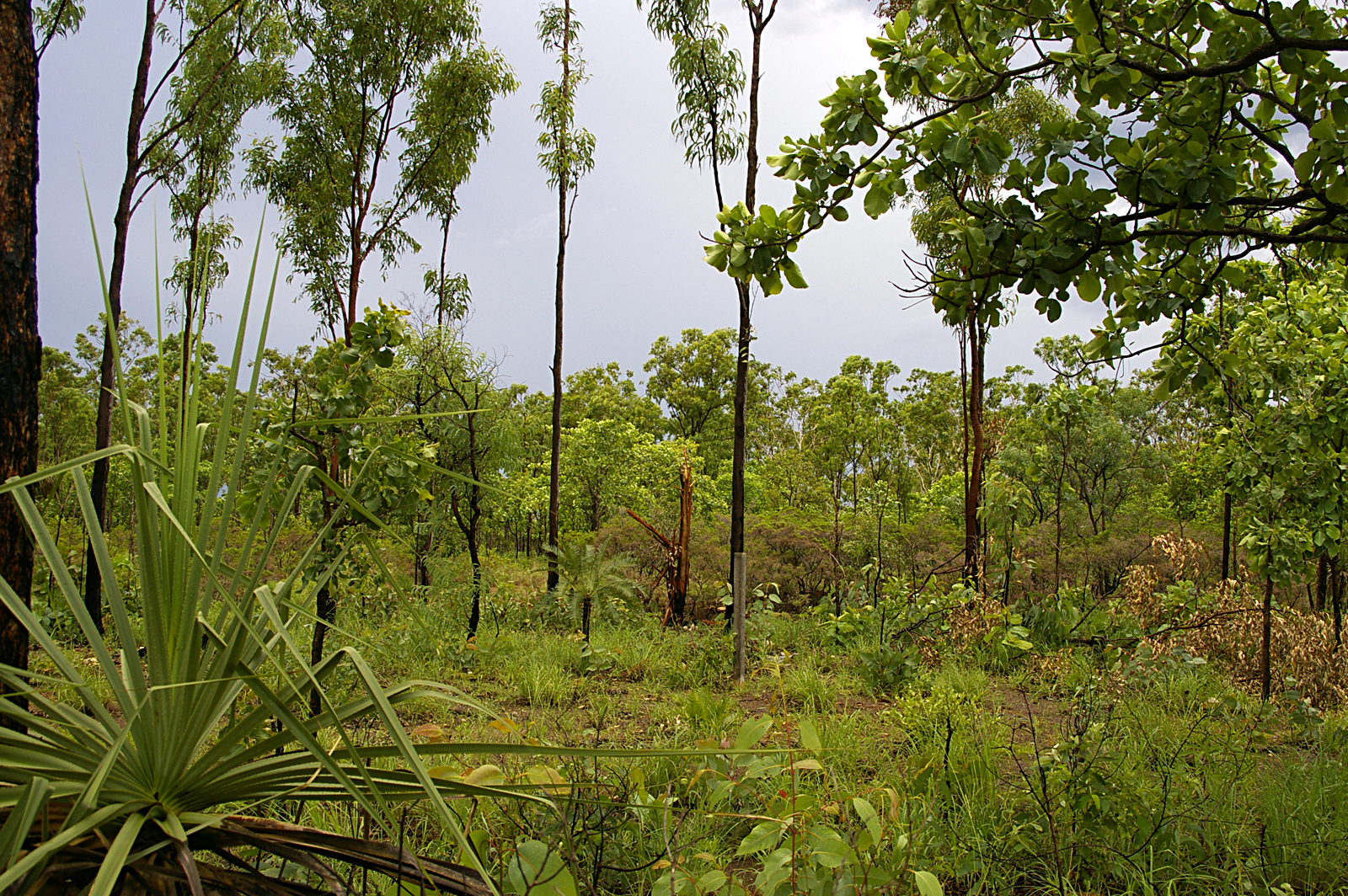
Тропическая саванна в Австралии
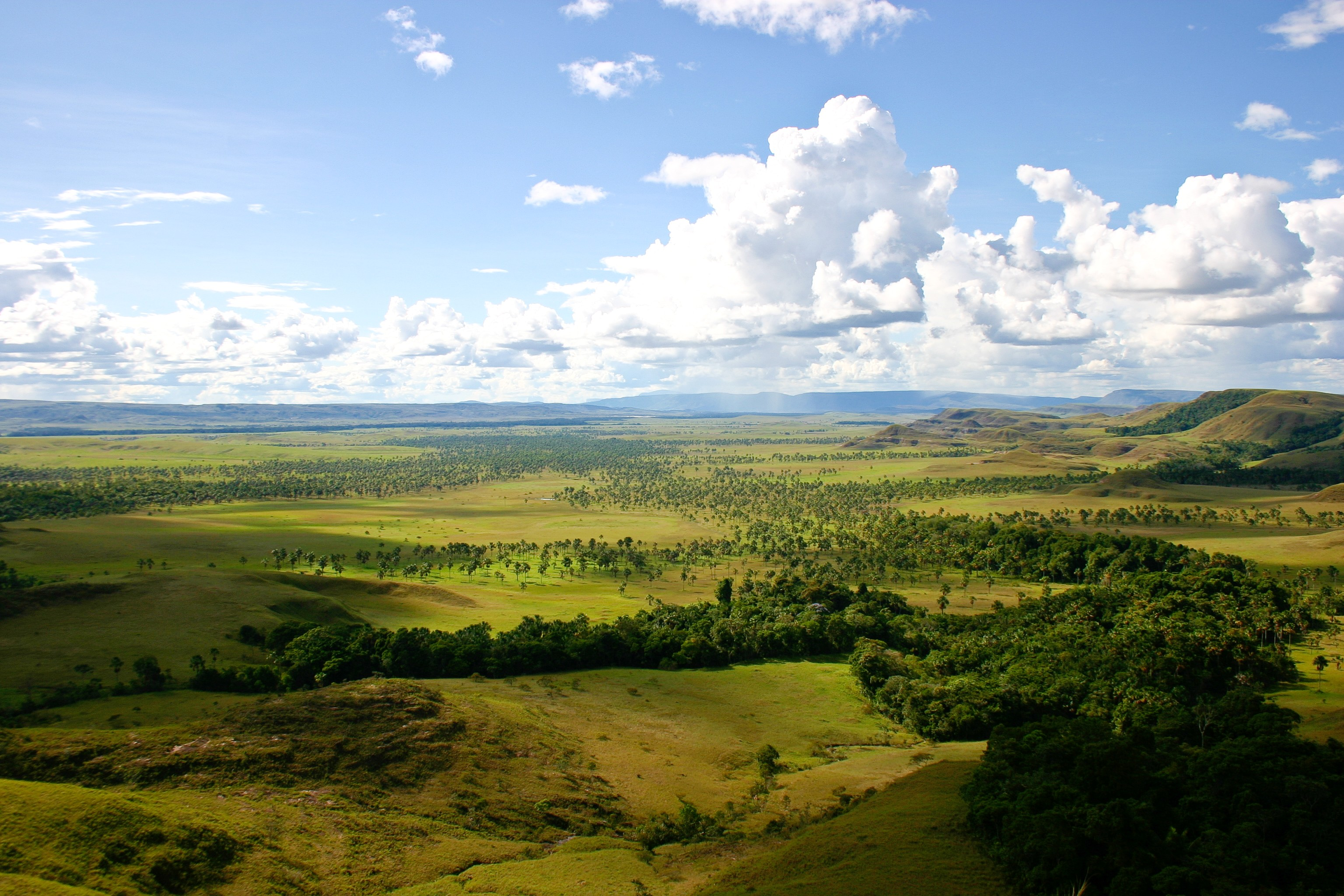
Саванна в Венесуэле
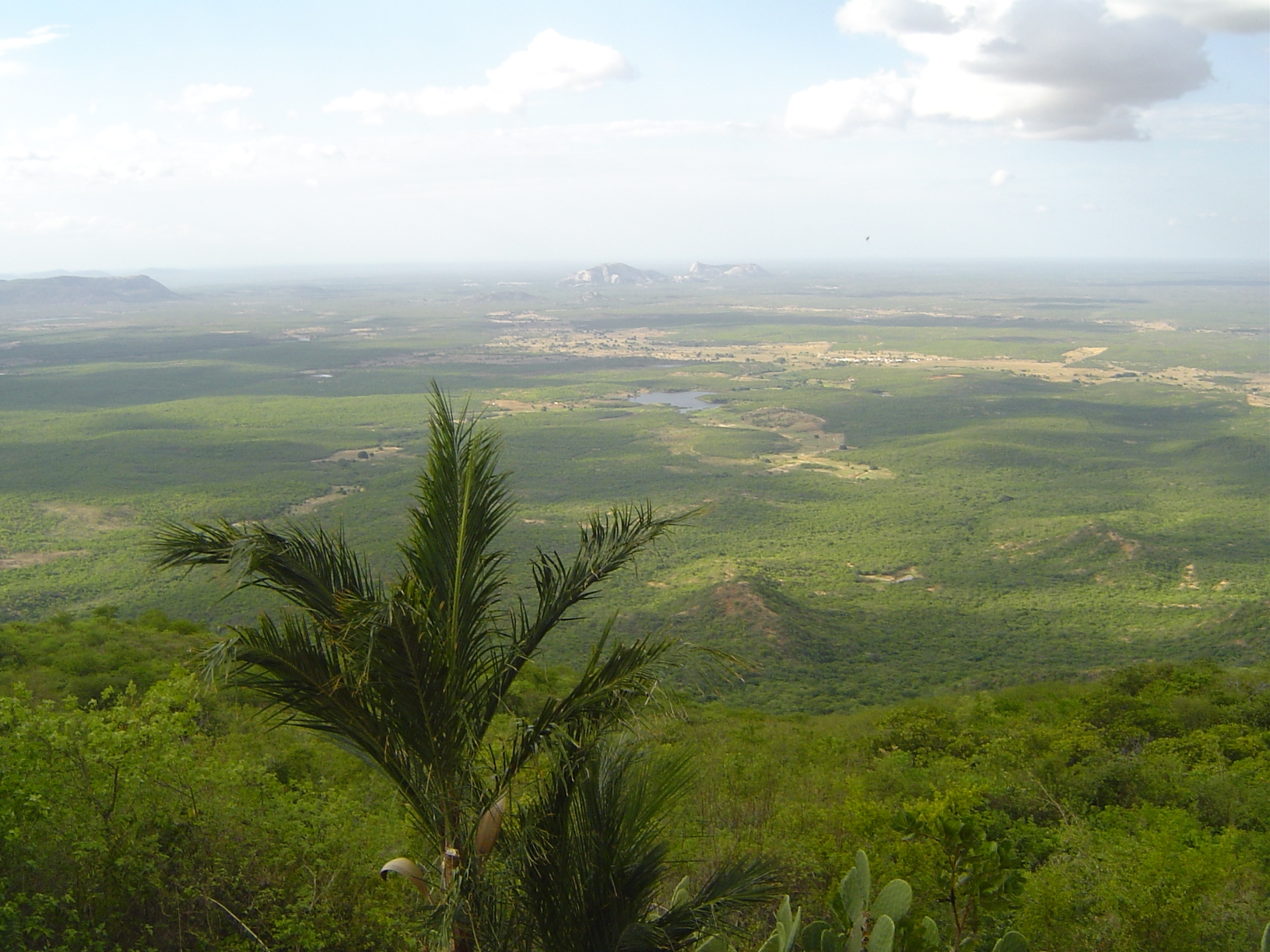
Саванна в Бразилии
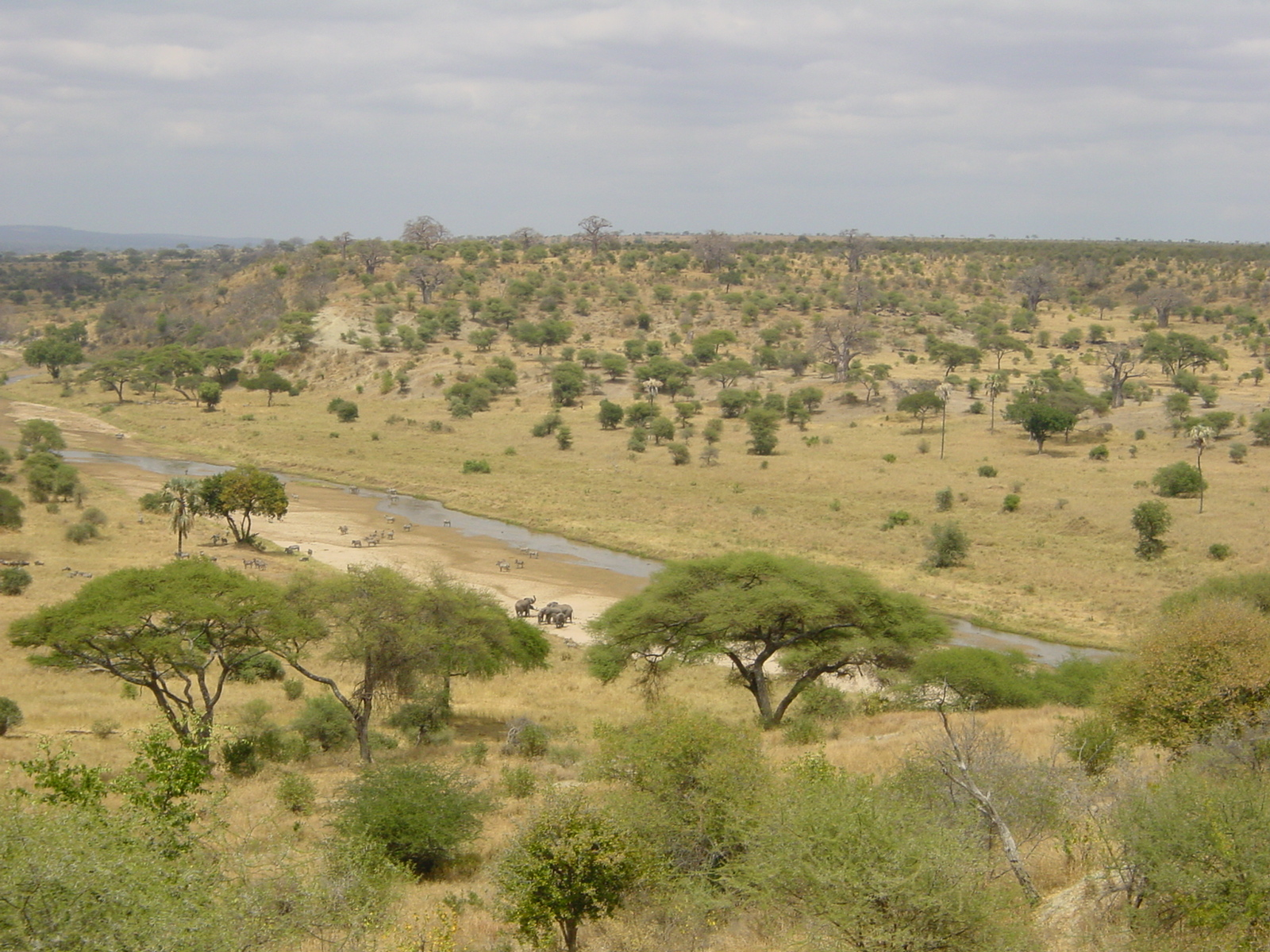
Саванна в Танзании

## Распространение
К саванне относят и некоторые районы, в которых господствует полусухой средиземноморский климат. Распространены на всех материках, кроме Антарктиды.

## Климат
В областях, расположенных на несколько градусов севернее и южнее экватора, климат обычно сухой. Однако в определённые месяцы там становится очень жарко и часто идут дожди. Такие места, расположенные по всему миру, называются зонами саванн. Это название происходит от африканской саванны, которая представляет собой самый обширный регион с подобным типом климата.
Зоны саванн находятся между двумя тропиками — самыми далёкими от экватора параллелями, где Солнце может достигать зенита. Это происходит во время солнцестояния, и тогда там становится значительно жарче. От этого испаряется особенно много морской воды, что приводит к проливным дождям. В областях же саванн, расположенных около экватора, Солнце находится точно в зените во время равноденствий (в марте и сентябре), так что один сезон дождей от другого отделяют несколько месяцев. В областях саванн, наиболее близких к экватору, оба дождливых сезона настолько близки по времени друг к другу, что практически сливаются в один. Длительность дождливого периода в таких зонах саванн составляет от восьми до девяти месяцев, а в зонах, удалённых от экватора период дождей занимает от двух до трёх месяцев.

## Флора
Растительность саванн приспособлена к сухому континентальному климату и к периодическим засухам, бывающим во многих саваннах по целым месяцам. Злаки и другие травы редко образуют ползучие побеги, а обыкновенно растут дерновинами. Листья у злаков узки, сухи, жёстки, волосисты или покрыты восковым налётом. У злаков и осоковых молодые листья остаются свёрнутыми в трубку. У деревьев листья мелки, волосисты, блестящи («лакированы») или покрыты восковидным налётом. Растительность саванн имеет резко выраженный ксерофитный характер. Многие виды содержат большое количество эфирных масел, в особенности виды семейств вербеновых, губоцветных и миртовых Южной Америки. Особенно своеобразен рост некоторых многолетних трав, полукустарников (и кустарников), а именно тем, что основная часть их, находящаяся в земле (вероятно, стебель и корни), сильно разрастается в неправильное клубневидное деревянистое тело, от которого отходят потом многочисленные, в основном неразветвлённые или слабоветвистые, отпрыски. В сухое время года растительность саванн замирает; саванны желтеют, а высохшие растения зачастую подвергаются пожарам, по причине которых кора деревьев обычно является опалённой. С началом дождей саванны оживают, покрываясь свежей зеленью и испещряясь многочисленными различными цветками.
Эвкалиптовые леса Австралии весьма похожи на «campos cerratos» бразильцев; они также светлы и до того редки (деревья далеко отстоят одно от другого и не смыкаются кронами), что в них легко ходить и даже ездить в любом направлении; почва в таких лесах в дождливое время года покрывается зелёной зарослью, состоящей, главным образом, из злаков; в сухое время года почва обнажается.

## Фауна

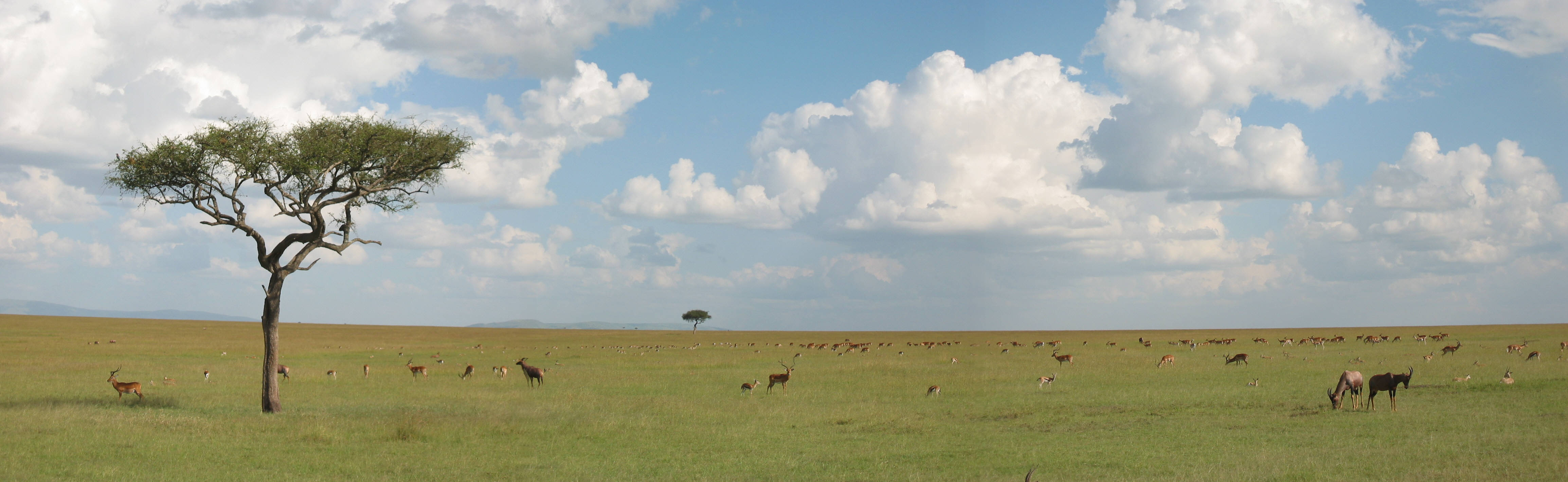
Саванна в Кении

Животные саванн были вынуждены приспособиться к выживанию в условиях засухи. Крупные травоядные животные, такие, как жирафы, зебры, антилопы гну, слоны и носороги, способны совершать переходы на огромные расстояния и, если в каком-то месте становится слишком сухо, они отправляются туда, где идёт дождь и где много растительности. Хищники, такие, как львы, гепарды и леопарды, охотятся на мигрирующие стада антилоп или зебр. Маленьким животным трудно пускаться на поиски воды, поэтому они предпочитают погружаться в спячку на всё время сухого сезона.